# Stratigrafie Marsu

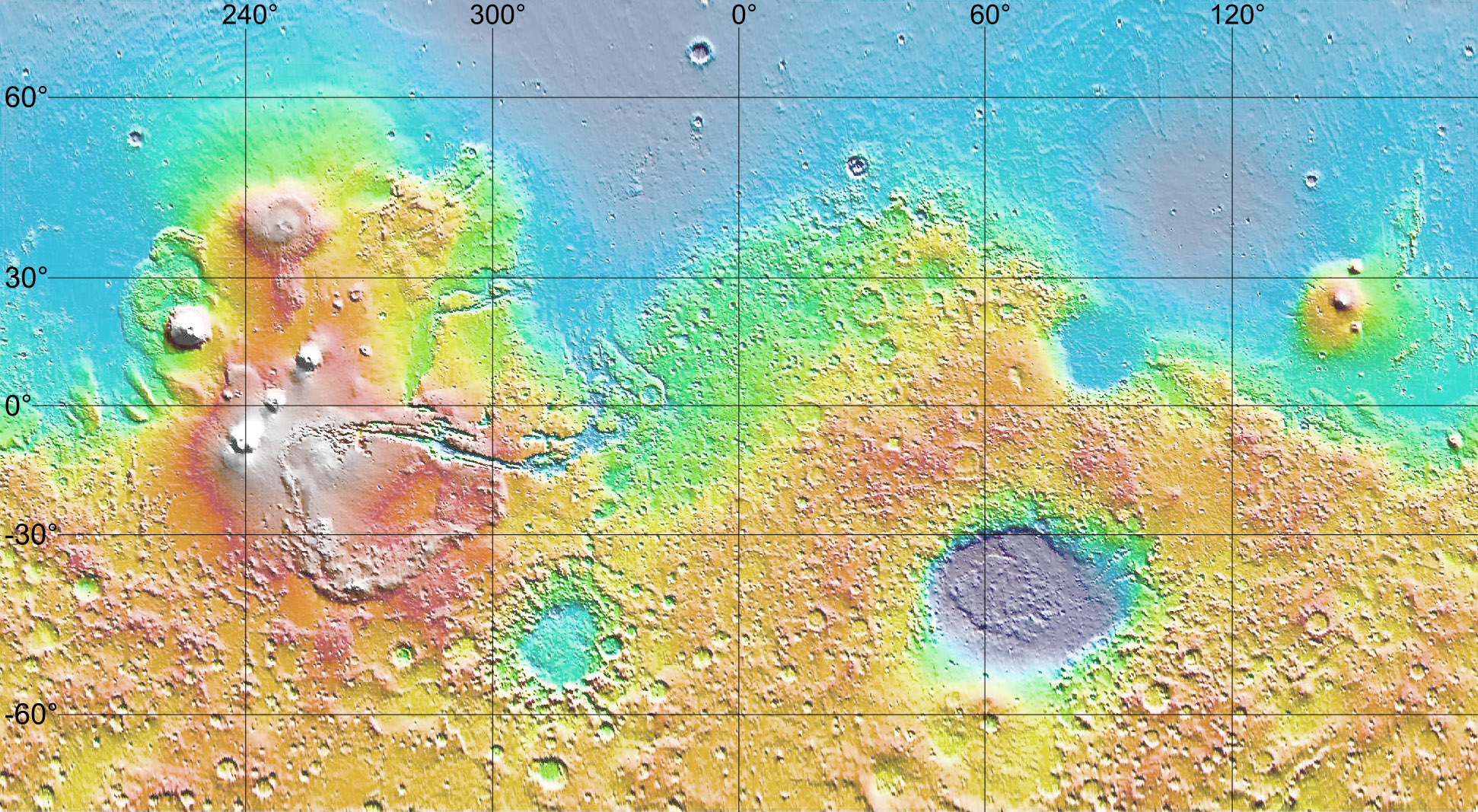
Topografická mapa povrchu Marsu

Stratigrafie Marsu je vědní disciplína v planetologii, která se snaží rozčlenit základní stratigrafické jednotky na Marsu. V současnosti se skládá ze tří základních jednotek (tedy Noachian, Hesperian a Amazonian), které byly vyčleněny na základě fotografií sondy Viking ze 70. let 20. století, konkrétně z roku 1978, kdy byly definovány dvojicí autorů. Nyní, vzhledem k získávání stále nových dat ze sond z posledního desetiletí, které kolem Marsu obíhají či po něm jezdí, procházejí podstatnou revizí.[zdroj?] Vzhledem k tomu, že zatím není možné získat geologické vzorky přímo z hornin na povrchu, je celá stratigrafie založena na pozorování svrchní vrstvy kůry, respektive na projevech impaktů cizích těles na povrch.
Množství kráterů, jejich překryv či stupeň eroze je směrodatným vodítkem, podle kterého se dá určit přibližné stáří pozorované části. Tato nepřímá metoda je tedy pouze orientační a tak se v budoucnosti může snadno stát, že velká část stratigrafie bude pozměněna, či upravena a že data o horninách budou zpřesněny. Současné členění je tedy jen orientační, slouží pro hrubý popis událostí.
Pro určování relativního stáří hornin se využívá model „stáří kráterů“, který je znám z Měsíce. Oproti Marsu jsou totiž krátery na Měsíci velmi dobře zmapované a spočtené, jelikož je lidmi zkoumán z blízka po velmi dlouhou dobu, což dává možnost spočíst si četnost velkých zásahů a získat tak časovou osu. K tomu byl Měsíc také navštíven lidmi během projektu Apollo (11 až 17), kteří přivezli vzorky měsíční horniny z místa přistání. Vzorky byly následně datovány pomocí rozpadových řad, což určilo jejich absolutní stáří mezi 3,6 až 3,75 miliardami let. Jelikož moduly přistávaly v místě s nízkým výskytem kráterů, došlo se k závěru, že od 3,8 miliard let byl povrch Měsíce těžce bombardován. Následným jednoduchým porovnáním stupně eroze kráterů, výskytem a jejich překrytu se dá zhruba datovat stáří oblastí na Marsu, které jsou krátery pokryty. Na tomto základě je v současnosti určováno stáří povrchu.

## Historie

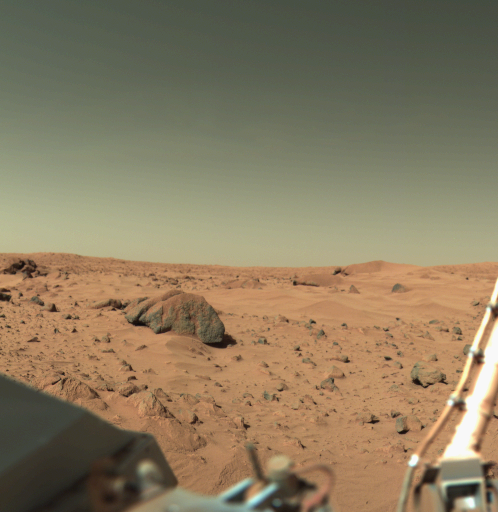
Povrch planety tak, jak ho zachytil přistávací modul sondy Viking

První geologické mapy, dle kterých by se dala stratigrafie odvozovat, začaly vznikat až v době, kdy člověk byl schopen na povrchu zaznamenat podrobnější detaily. Tato doba je spojena s prvními kvalitnějšími snímky, které se začaly objevovat po úspěšné misi Viking. Na základě získaných dat, se začal tvořit první systém, dle kterého vzniklo první rozčlenění (Scott, Carr 1978, Tanaka 1986[zdroj?] a později Tanaka s kolektivem v 1992). Některé oblasti se ale nepodařilo sondě Viking prozkoumat, či data byla velmi slabá a tak velké oblasti území Marsu nebylo možno do systému zařadit. Tehdejší rozlišení fotografií současně ani neumožňovalo pozorovat menší detaily (některé mapy dosahovaly měřítka až 1:25 000 000.) Na základě těchto map bylo možno provést první hrubé rozdělení na tři základní jednotky: Noachian, Hesperian a Amazonian (viz dále).
V posledních letech díky značnému úspěchu sond (Mars Global Surveyor, Mars Reconnaissance Orbiter či Mars Express) a roveru Mars Exploration na povrchu Marsu mají vědci lepší znalosti o geologické stavbě a jsou zásobeni kvalitními snímky, na kterých se dají pozorovat velmi podrobné detaily. Dále díky pracím sond Mars Express a Mars Global Surveyor, jsou schopni změřit relativní nadmořskou výšku, která dále přináší neocenitelné poznatky o historii planety. Nová data se v současnosti odrážejí v přesnějších poznatcích a vedou k velké revizi stratigrafie Marsu.

## Základní členění

### Noachian

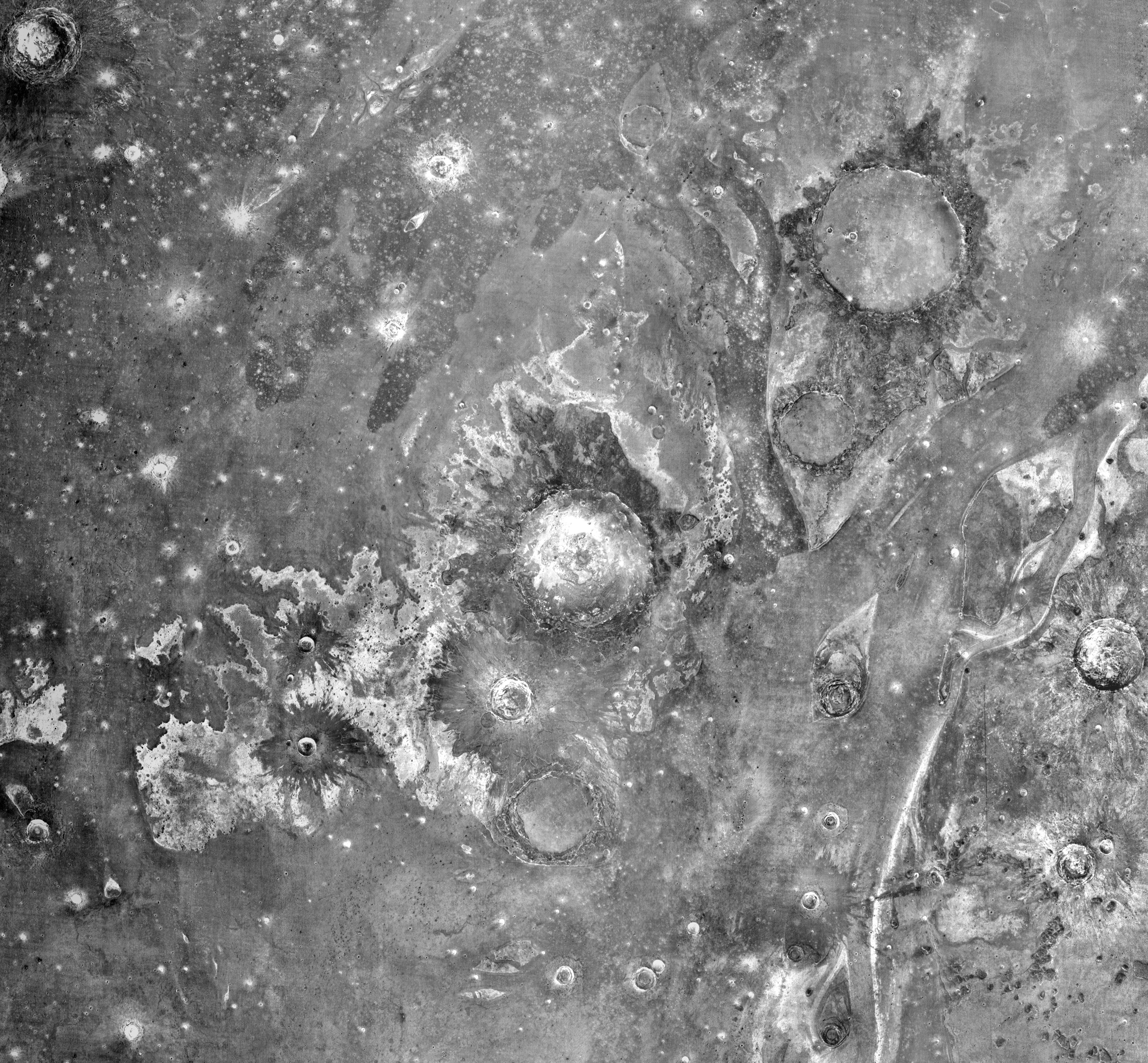
Krátery v oblasti Acidalia Planitia

Období noachinu je datováno do 3,7 miliard let, ale předpokládá se, že většina základních jednotek byla zformována okolo 4,1 miliard let (Nimmo a Tanaka, 2005) (oproti tomu starší zdroje uvádějí 3,8 až 3,5 miliard let)[zdroj?]. V tomto období byl povrch planety vystaven extrémnímu bombardování cizími tělesy v největší míře za celou historii planety. Na 106 km2 povrchu jednotky noachian bylo rozpoznáno na 200 kráterů větších než 5 km a 25 větších než 16 km. Hlavní část jednotky nebyla zatím přesně určena, ale předpokládá se, že většina velkých kráterů vznikla před 4,1 miliardy let (Nimmo a Tanaka, 2005).[zdroj?]
V této době na povrchu planety existoval vedle masivního bombardování také silný vulkanismus, který pomáhal vlivem unikajících sopečných plynů vytvářet klima planety v podobě husté atmosféry. Docházelo ke vzniku vyboulení v oblasti Tharsis. Předpokládá se, že v této době na povrchu mohly existovat řeky a možná i oceán, jelikož zde existovala voda v kapalném stavu. Nové objevy naznačují, že v této době docházelo k pravidelným obrovským záplavám. Některé hypotézy pracují i s myšlenkou, že v této době mohl vzniknout na Marsu primitivní život (i když žádné důkazy nebyly dosud předloženy).
Název jednotky je odvozen od oblasti Noachis Terra, která se nachází mezi -20° a -80° a mezi 30° z. d. a 30° v. d.

### Hesperian
Nejstarší oblasti hesperianu prošly doznívající vlnou masivního bombardování, což je možno pozorovat na množství kráterů. Po skončení hlavní vlny dochází k uklidnění a začátku masivního výlevného vulkanismu, kdy se do okolí rozlévaly do širokého okolí převážně bazické (málo viskózní) lávy. Vznikala lávová jezera, která pomalu tuhla, čímž byly zformovány rozsáhlé lávové štíty. Vulkanismus postupně s časem skomíral, což vedlo k postupnému ochlazování planety a řídnutí atmosféry. Voda se již na povrchu nemohla vyskytovat v tekutém stavu a přeměňovala se na led, či unikla do kosmického prostoru. Některé teorie předpokládají, že část vody byla přeměněna na led a následnou erozivní činností překryta horninovým materiálem a v současnosti se nachází pod povrchem planety.
Na 106 km2 povrchu jednotky hesperian bylo rozpoznáno 67 kráterů o průměru větším než 5 km a 400 kráterů větších než 2 km. Z těchto poznatků bylo odhadnuto, že jednotka je stará od 3,7 (jiné zdroje uvádějí 3,5 či 3,8) miliard let a skončila před 1,8 miliard let. Pojmenována byla podle oblasti Hesperia Planum, která se nachází cca +10° a +35° a mezi 240° z. d. až 260° z. d.

### Amazonian

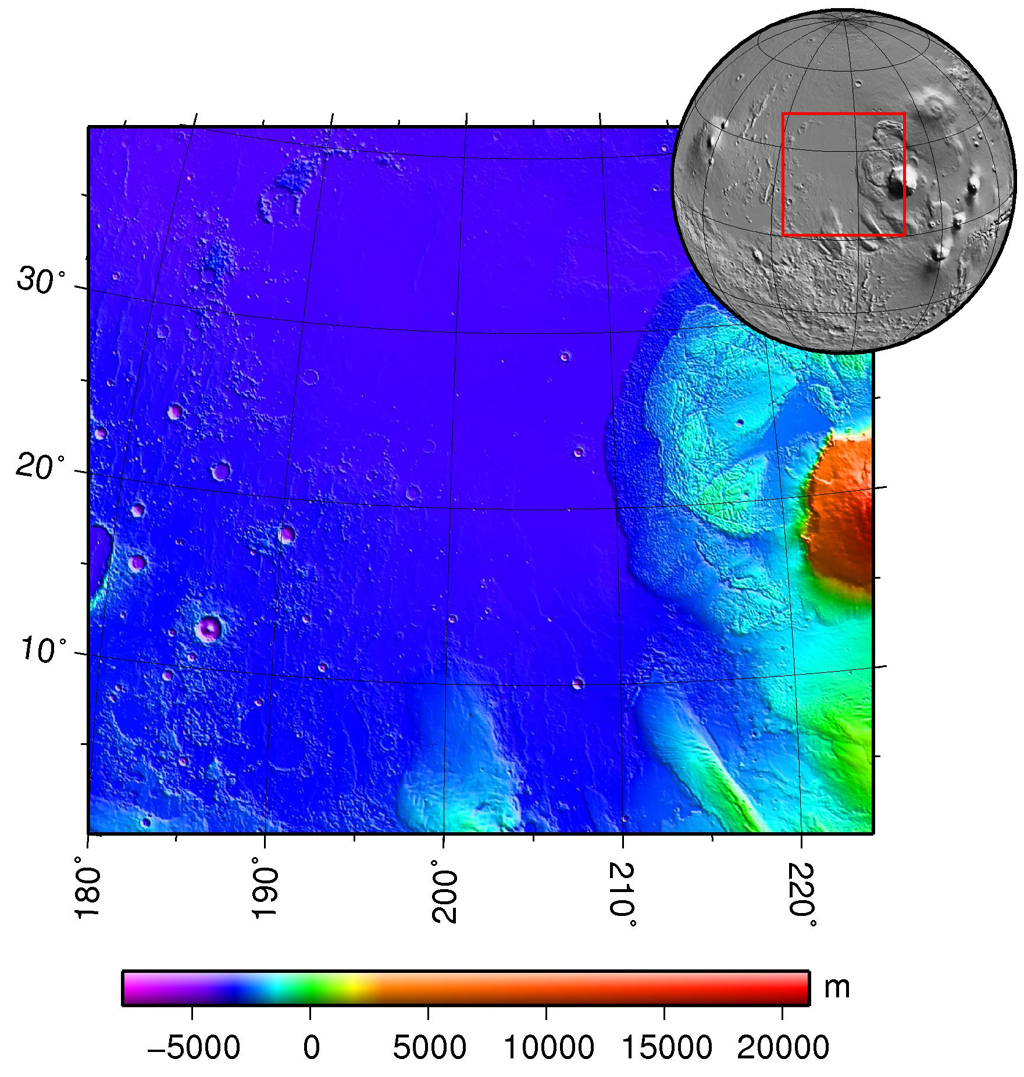
Amazonis planitia

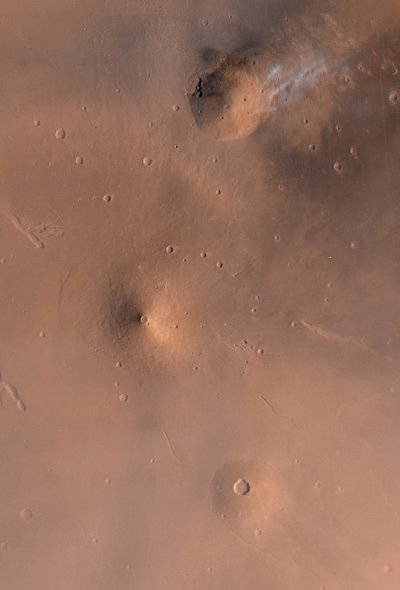
Štítové sopky v oblasti Elysium

Nejmladší jednotkou na povrchu planety byla nazvána amazion podle oblasti Amazonis Planitia, která se nachází mezi oblastí Tharsis a Elysium. Její vznik je datován do období po 1,8 miliard let až do současnosti. Během této doby planeta ztratila většinu své atmosféry a voda na povrchu nemůže existovat ani v kapalném stavu a i led rychle sublimuje z povrchu do atmosféry. Oproti předchozím jednotkám obsahuje jen několik větších kráterů, což koresponduje s jejím věkem. V tomto období nesporně ale docházelo ještě na povrchu k projevům vulkanismu, jelikož došlo ke vzniku Olympus Mons a dalších velkých sopek v oblasti.
Podle nejnovějších pozorování se zjistilo, že projevy vulkanismu na povrchu Marsu probíhaly vzhledem ke geologickému času v nedávné době před cca 150 milióny let.
(Některá literatura vyčleňuje další dvě podjednotky, které by měly tvořit jemnější přechod. Můžeme se setkat s Hesperian/Noachian a Amazonian/Hesperian (dle Henry J. Moore). Tyto jednotky jsou vytvořením postupnějšího přechodu, který by lépe vystihoval přeměny v chování planety.)

## Přesná datace
Dokud nebudou na Zemi vzorky přímo z povrchu Marsu, u kterých bude známé přesné místo odběru, zůstává datace pouhou aproximací podmínek, které známe z Měsíce. Je téměř jisté, že absolutní datace marťanských hornin posune hranice jednotlivých period a že pozmění stratifikaci. Na druhou stranu současný model je ten nejlepší, který jsme schopni vytvořit bez skutečných dat a jenž prozatím postačuje pro geologická studia historie planety.